# Guldborgsund
Guldborgsund este o arie protejată (arie de protecție specială avifaunistică — SPA) din Danemarca întinsă pe o suprafață de 2.773 ha, din care 74 % marine.

## Localizare
Centrul sitului Guldborgsund este situat la coordonatele 54°48′21″N 11°47′35″E / 54.805833°N 11.793056°E.

## Înființare
Situl Guldborgsund a fost declarat arie de protecție specială avifaunistică în mai 1983 pentru a proteja 10 specii de animale.

## Biodiversitate
Situată în ecoregiunile continentală și marină baltică, aria protejată nu include niciun habitat protejat.
La baza desemnării sitului se află mai multe specii protejate de  păsări (10): rață-cu-cap-castaniu (Aythya ferina), rața moțată (Aythya fuligula), Bucephala clangula, erete de stuf (Circus aeruginosus), lebădă de iarnă (Cygnus cygnus), lebădă de vară (Cygnus olor), codalb (Haliaeetus albicilla), ferestrașul mare (Mergus merganser), ciocântors (Recurvirostra avosetta), Sterna paradisaea.